# Гонсалес Прада, Мануэль
Мануэль Гонсалес Прада-и-Ульоа (исп. Manuel Gonzales Prada y Ulloa; 6 января 1848, Лима — 22 июля 1918, там же) — перуанский политический деятель, поэт, литературный критик и публицист.

## Биография
Мануэль Г. Прада родился в столице Перу, в аристократический семье. Во время Тихоокеанской войны 1879-83 годов вступил в действующую армию.
В 1891 году организовал революционно-демократическую партию — Национальный союз. Партия находила поддержку в основном среди интеллигенции и ремесленников. После смещения в 1902 году Национального союза на позиции либерализма, Прада эволюционировал в сторону анархизма. Будучи убеждённым революционным демократом и в то же время разделяя в философском плане позитивистское мировоззрение, Прада старался сделать из него революционные выводы.
В 1912—1914 и в 1916—1918 годах Мануэль Г.Прада занимает должность директора Национальной библиотеки города Лимы.
Литературно-социологические очерки Прады, как и в значительной степени его поэзия, имеют чёткую политическую направленность — против олигархического режима в Перу, антиклерикализм, выступления в защиту индейского населения страны.
Похоронен на кладбище «Пастор Матиас Маэстро».

## Сочинения
«Horas de lucha»(«Часы борьбы»), Lima 1908
«Paginas libres»(«Свободные страницы»), Lima 1894
«Obras escogidas», Mexico 1945
«Exoticas.1844-1918», Lima 1911
«Bajo el oprobio», Paris 1933.